# Дијана
Дијана је кћи Јупитера и Латоне, сестра близнакиња са Аполоном. Дијана је богиња лова и заштитница села код Римљана и Латина, уопште. Код Грка идентификује се са Артемидом. По легенди, наредивши јој да се никад не уда, отац јој је дао стреле и нимфе као пратиље и начинио је краљицом шума. Она је наредила псима да растргну ловца Актеона који ју је затекао на купању. Заволела је пастира Ендимиона.
Дијана је била вечита девица богиња лова, повезана с дивљим животињама и шумама. Касније је постала богиња Месеца, истиснувши богињу Луну, и била је симбол чедности. Храстови лугови су јој посебно били посвећени. Слављена је због своје снаге, атлетске грациозности, лепоте и ловачке вештине. Она је чинила тројство с два друга римска божанства: Егеријом воденом нимфом, њеном пратиљом и помоћницом, и Вирбијем, богом шума.
Дијана је обожавана у храму на брду Авентин и у граду Ефесу, где се налазио Артемидин храм, једно од седам светских чуда. Сем овог Дијана је имала још неколико богомоља широм Рима, а већина су била у близини језера Неми, пошто су људи веровали да она живи у шуми близу језера. Изгледа да је њен култ настао у Арицији, где је остао њен свештеник, Rex Nemorensis. Светилиште Дијане у граду Арицији било је нарочито поштовано и око тог храма Латини су се окупљали и створили Латински савез који је једно време ратовао са Римом.
Римљани су славили Дијану на свом фестивалу Неморалиа, који се одржавао у Немију. Када се Римско царство проширило, фестивал је постао познат иу другим регионима. Славље је трајалотри дана и ноћи, а људи су давали различите дарове богињи. Поклоници су богињи остављали симболе на светим и дивљим местима. Када је почела христијанизација Рима, Дијана није нестала као друга божанства. Остала је обожавана богиња за сељачке заједнице и обичне људе. Касније је постала важна фигура паганизма и богиња Вике. Чак и данас, Диана је и даље присутна у паганским религијама.
Дијану су много поштовали нижи слојеви грађана и робови; робови су добијали азил у њеним храмовима. Слављена је на свечаности 13. августа, када јој је краљ Сервије Тулије, и сам рођен као роб, посветио храм на Авентину.
Дијана се обично на сликама приказује са јеленом. То је због тога што је била заштитница лова, а и зато што се причало да је једног човека, који је видео како се купа, претворила у јелена.
Име Диана потиче вероватно од латинског диус - побожан, или протоиталијанског диви, што значи божански, небески.
Римски песник Немезијан је у 3. веку п. н. е. записао типичан опис Дијане: Носила је лук и тоболац пун златних стрела, носила је златни огртач, љубичасте полудубоке чизме и каиш са копчом од драгуља и имала је скупљену косу.
У 1. веку п. н. е. она је приказана на римском новчићу денаријусу, где је са једне стране представљена са кратком фризуром, а на аверсу у њеном троструком облику.

## Дијана данас
Дијана је остала важан лик у неким савременим митологијама. Код масона сматра се симболом имагинације, осећајности и креативног лудила песника и уметника. Они који верују да су преисторијски људи живели у матријархату сматрају да је Дијана била мајка богиња која је слављена у то време, а још увек је обожавају жене које припадају култу „Дијаничких чаробница“.